# سلافة حجازي
سلافة حجازي هي  مخرجة سورية من مواليد 24 مارس 1977  في سوريا .

## عن حياتها
درست في المعهد العالي للفنون المسرحية (قسم الدراسات المسرحية)، وفي مركز أدهم إسماعيل للفنون التشكيلية (قسم الرسم والنحت).
عملت مخرجة وكاتبة لمجموعة من المسلسلات والأعمال التنموية التربوية الموجهه للأطفال والأسرة منذ عام 1997.
شاركت في الفريق المؤسس لقناة «سبيس تون الفضائية للأطفال».

## من أعمالها
لديها العديد من البرامج والمسلسلات، منها: «وجهة نظر»، «مسلسل دمتم سالمين»، و«مسلسل مدينة المعلومات» الذي حصد ثلاثة جوائز ذهبية كأفضل عمل في كل من: مهرجان الخليج، ومهرجان القاهرة، ومهرجان تونس للإذاعة والتلفزيون.
اعتبر برنامجها الأخير «بيتي العربي» 2007 من أضخم الإنتاجات العربية للأطفال حسب التقرير الذي أعلنته قناة الجزيرة.